# Tukacs István
Tukacs István (Nyíregyháza, 1958. július 10. –)  volt magyar országgyűlési képviselő (MSZP), az MSZP Központi Pénzügyi Ellenőrző Bizottság volt elnöke, Nyíregyháza volt alpolgármestere.

## Életpályája
Általános iskolai tanulmányi után műszaki szakközépiskolában érettségizett 1976-ban. Ezután a Nyíregyházi MEZŐGÉP vállalatnál dolgozott, 1977-től 1980-ig főiskolai tanulmányokat folytatott a Gépipari és Automatizálási Műszaki Főiskolán. Gyártástechnológus üzemmérnökként előbb a Nyírtelek MEZŐGÉP vállalatnál dolgozott, majd a Nyírteleki Tanácsnál GAMESZ-vezető volt 1984-ig. 1984 és 1989 között a KISZ munkatársa, 1986-tól nyíregyházi első titkár. 1989-ben az MSZP alapító tagjai közé tartozott. 1989-től 1998-ig irodavezetője. 1994-ben mérnök-üzemgazdász diplomát szerzett a Pénzügyi és Számviteli Főiskolán. 1994-től a nyíregyházi önkormányzat képviselője, frakcióvezető. 1998-tól 2006-ig Nyíregyháza önkormányzatának alpolgármestere volt. 2006-ban egyéni országgyűlési mandátumot szerzett a Szabolcs-Szatmár-Bereg megyei 2. sz. választókerületben. Az Országgyűlésben a Költségvetési Bizottság tagja. 2008 decemberétől 2009 áprilisáig államtitkár volt, kormánybiztosként válságövezetek kezelésével foglalkozott. 2001-től 2004-ig az MSZP Szabolcs-Szatmár-Bereg megyei Területi Szövetség elnöke. 2018- ig országgyűlési képviselő, jelenlegi munkahelye az Óbuda-Békásmegyer Önkormányzat Polgármesteri Hivatala. 

### Országgyűlési képviselőként
Parlamenti ciklusainak száma 3. 
2010-ben országos listán szerzett országgyűlési képviselői mandátumot.
2014 és 2018 között is országgyűlési képviselő volt. 
2018-ban búcsúzott az Országgyűléstől. 

#### Bizottsági tagságai
- Törvényalkotási bizottság
- Európai ügyek bizottsága
- Gazdasági és informatikai bizottság
- Számvevőszéki és költségvetési bizottság
- Egészségügyi bizottság
- Költségvetési, pénzügyi és számvevőszéki bizottság
- Közmédiumok gazdálkodását ellenőrző albizottság

## Családja
Felesége, Tukacsné dr. Károlyi Margit, a Nyíregyházi Egyetem volt rektorhelyettese, magyar nyelvészetet tanított. Lánya, Judit, egyetemi tanulmányai végeztével Budapesten dolgozik.